# آلساندرو بارونتی
آلساندرو بارونتی (ایتالیایی: Alessandro Baronti؛ زادهٔ ۴ ژوئن ۱۹۶۷) دوچرخه‌سوار اهل ایتالیا است.